# 白河理子
白河 理子（しらかわ りこ、1980年12月17日 - ）は、日本のタレント、作家。

## 略歴
東京都出身。慶應義塾大学大学院政策・メディア研究科修士課程修了。高校在学中にスカウトを受ける。実母がモデル業をやっており、芸能界と無縁というわけではなかったので、それほど抵抗もなく芸能界入りする。当時の芸名は「斉藤理真」→「斉藤りま」だったが、2002年頃に「白河理子」に改名をする。
1999年デビュー。デビュー当時の所属事務所はスペースクラフト。お嬢様タレントとして数々のバラエティ番組にレギュラー出演する。
2000年にはテレビ東京「喝! リベンジナイト」でリベギャルとして活躍。
2005年からコラムニストアイドルとして多数の雑誌でコラムの執筆も始める。音楽・映画・ファッション・街など様々なジャンルのコラムを連載し、中でも「アームズマガジン」の映画のインタビューコラムは17年間の超長期連載だった。女子文化研究家として様々な雑誌でインタビューも受けている。
2010年「ジャズライブハウスレストランガイド」(ヤマハミュージックメディア)出版
2011年「女子大ガール〜秘密の花園で、女子大生は何を学ぶのか〜」（駒草出版）出版
2012年、慶應義塾大学SFCにおける最新研究の成果を六本木で発表する「SFC Open Research Forum」にコラムニストアイドルとして本名（斉藤理真）で登壇し、批評家の濱野智史氏と「ソーシャル×カルチャー×ロングテール」をテーマにした対談を行った。ITmedia ニュース - SFCの英知を結集した“バザール”は社会に何をもたらすのか
2024年「気品が身につき人生が楽しくなる　教養としてのバレエ」（すばる舎）出版
2024年、慶應義塾大学大学院経営管理研究科（KBS）主催「KEIOサマーフェスティバルに登壇し、バレエ史の講義を行った。

## 人物
- 趣味は重い主題の小説を読むこと。長編を全巻買い揃えて徹夜で読みきることもあるという[1]。本を片時も手放さない読書家であり、雑誌コラムも多く手がけている。目標はトークができてコラムが書けるタレント。
- 特技はクラシックバレエ、乗馬。クラシックバレエは17年間続け、現在も鑑賞が趣味である。アイドル時代にはテレビ番組でバレエを踊ったり、乗馬姿のグラビアが複数の雑誌や写真集に掲載されている。音楽に関しては、バレエ音楽、ジャズやブラジリアンミュージックに傾倒し、ピアノ・ヴァイオリン・フルート・ブラジルの民族楽器であるビリンバウの演奏ができる。
- 小学校から大学まで女子校で育ち、女性への鋭い視線は評価が高い。また、女性が好む貴族趣味の西洋文化、特にバレエ・ジュエリー・ロココ文化に造詣が深い。
- バレエの英才教育、フランス留学、ジュエリーコーディネーター。

## 出演

### テレビ番組
- 喝!リベンジナイト（2000年、テレビ東京）レギュラー出演
- 卵の館[8]（2000年、フジテレビ）レギュラー出演
- 青木さやか・美人の素（2005年、TBS）レギュラー出演
- サブトレ@deep（2008年、テレビ神奈川）レギュラー出演
- 台湾バラエティ番組「人気不思議穴場DIET探検隊」レポーター出演
- ピンクHugHug（2004年、テレビ埼玉、千葉テレビ）レギュラー出演
- 女子アナ水着ニュース（2006年、MONDO21）レギュラー出演（第6期アナウンサー）
- バーチャファイター情報局（2006年〜2010年、VF.TV）MCレギュラー出演

### CM
- 台湾　ダイエット食品
- 福島テレビ「タイヘイドライバーズスクール」
- テレビ神奈川「チャーガ茶」

### ラジオ
- FM愛媛「MUSIC LION」MCレギュラー出演
- FM香川「MUSIC LION」MCレギュラー出演
- FM徳島「MUSIC LION」MCレギュラー出演
- FM高知「MUSIC LION」MCレギュラー出演
- ラジオ日本「日本経済ニュースSP」MCレギュラー出演（2023年７月～）

### 映画
- 「倍音」（2004年）
- 「ニート・オブ・ザ・デッド」アイドル役（2015年、配給：オムロ）

### ドラマ
- 「君たちに明日はない」第2話（2010年、NHK）
- 「ミッドナイト・ホラーシアター」第8話「オフ会」TS役（2011年、フジテレビTWO）

### インターネットテレビ
- ひかり荘
- ゲッチャTV（2004年）レギュラーMC出演
- 理子の部屋（2006年、あっ!とおどろく放送局）レギュラーMC出演（2006年12月終了）
- ポップカルチャーの逆襲（2007年、あっ!とおどろく放送局）レギュラーMC出演（2007年8月終了）
- 白河理子のモコモコサロン（2007〜2008年、あっ!とおどろく放送局）レギュラーMC出演（2008年3月終了）
- Ustream公式番組「BLOW UP! THE ACTION」レギュラー出演（2015年3月〜）

### トークセッション・講義
- 慶應義塾大学 「SFC Open Research Forum 2012」登壇　批評家濱野智史氏と対談（2012年11月）
- 渋谷ユーロスペースにて映画「ニート・オブ・ザ・デッド」のトークショーにキャスト・映画ライター・作家として登壇（2015年6月）
- 慶應義塾大学大学院経営管理研究科（KBS）主催「慶應サマーフェスティバル2024」[9]講師（講義「バレエ史」）（2024年8月）
- バレエイベント「Wake Up Ballet Festa!」[10]トークショー登壇（2024年8月）

## ビデオ・DVD
- 1stDVD「パタヤの休日」（2005年、イーネットフロンティア）
- 2ndDVD「サンゴの妖精」（2008年、ビーエムドットスリー）[11]
- アニメDVD「きグルみっく☆V3」（2009年、ビクターエンタテインメント）CD付き〔主題歌・アフレコ〕
- DVD「リアルオーディション　Otome」（2009年、ベンエンタテインメント）
- DVD「お嬢様アイドルから麗しの女流作家への華麗なる転身（仮）」 白河理子ドキュメンタリー映画（2011年秋発売予定）
- DVD「野見隆明のスーパースターになる方法」（2011年、オデッサ・エンタテインメント）
- DVD「ニート・オブ・ザ・デッド」（2015年、スターボード）
- 3rdDVD「プロデュースガール」（2015年、オルスタック）[12]

## CD
- アニメ「きグルみっく☆V3」　主題歌『戦え！ぼくらのきグルみっく☆V3』（2009年、ビクターエンタテインメント）
- Ceramix Recordsより発売予定
- 1stミニアルバム「Rico Nico」（発売年不明）

## CD-R写真集
- Riviere（2006年、ICC）
- Peche（2006年、ICC）

## 書籍

### 写真集
- Fleurir（2006年、SPC）
- mignon（2007年、SPC）
- COCO（2008年、SPC）

### 著書
- 「ジャズライブハウスレストランガイド　関東版」（2010年3月、ヤマハミュージックメディア）
- 「女子大ガール　〜秘密の花園で、女子大生は何を学ぶのか〜」（2011年10月、駒草出版）
- 「気品が身につき人生が楽しくなる　教養としてのバレエ」（2024年7月、すばる舎）

### 関連書籍（連載コラム）
- ゲーマガ（2006年 - 、ソフトバンククリエイティブ）「リコリココラム」連載
- ミスターバイク（連載開始時期不明、モーターマガジン社）コラム「理子先生のファッション概論」連載
- 月刊アームズマガジン（連載開始時期不明、ホビージャパン）映画紹介コラム・監督&主演俳優インタビュー 「白河理子の今月のイチオシ!!」連載
- e*onnna（2006年、GOT）占いコラム「運命を刺ししめす!理子の占いコーナー」連載
- 極上のピアノ（2009年〜、ヤマハミュージックメディア）アーティストインタビュー「極上cafe」連載
- 私の時間（2010年〜、ヒロコミュニケーションズ）私鉄沿線〜ぶらりエッセイ〜「優雅な休日」連載
- 週刊漫画ゴラク公式サイト（2012年〜、日本文芸社）芸能人インタビュー「ゴラ食う虫も好き好き」構成協力

## 広告
- 角川ホラー文庫「仄暗い水の底から」（鈴木光司著）雑誌広告
- 台湾 ダイエット食品「3：8倶楽部」CM出演
- コニカミノルタ企業パンフレット
- 朝日新聞「アナウンサーセミナー」折込広告
- 住友スリーエム企業PV

## イメージガール
- セガ「バーチャファイター」初代イメージガール
- ジャポネスクルーイメージガール「ジャポネスガール」
- 合宿免許応援ガール（株式会社ナンバメイト）

## PCゲーム
- 「蒼空のフロンティア」（フロンティアワークス）小谷愛美役

## スタイリスト
- 月刊「アームズマガジン」（2011年、ホビージャパン）スタイリスト